# WhatsApp
WhatsApp er en internetafhængig softwareapplikation udviklet til smartphones. Ud over sms-funktionen, kan applikationen også bruges til at danne gruppechat, sende billeder, video- og lydmediebeskeder imellem brugerne af WhatsApp. Applikationen er tilgængelig til iPhone- og Androidsmartphones.
WhatsApp Inc. blev grundlagt i 2009 af Brian Acton og Jan Koum, begge fra Yahoo!, og hører hjemme i Silicon Valley.
Applikationen konkurrerer med en række asiatisk-baserede sms-tjenester (ligesom LINE, KakaoTalk og WeChat). I oktober 2011 rundede man en milliard daglige beskeder og tallet var fordoblet i april 2012. 10 milliarder blev nået i august 2012.
Financial Times sammenligner WhatsApps effekt på markedet for sms-beskeder, med Skypes ditto for fastnettelefoni.
Applikation er freeware, og efter installationen er der ingen ekstra omkostninger i form af f.eks. abonnement eller forbrugsafregning. Dette hænger sammen med at trafikken anvender telefonens internetforbindelse gennem mobilnetværket eller Wi-Fi.
Ved installationen af WhatsApp opretter man en brugerkonto med oplysning af e-mailadresse og telefonnummer. Ud fra brugertelefonens adressekartotek, foretager applikationen en søgning i brugerdatabasen for at finde sammenfaldende numre.
Facebook opkøbte WhatsApp i 2014 for ca. 16 mia. dollars, herunder 4 milliarder dollars kontant og ca. 12 milliarder dollar af Facebook-aktier. Aftalen giver også mulighed for yderligere $ 3 milliarder i betingede aktier, der ydes til WhatsApp grundlæggere og medarbejdere der vil blive optjent over fire år efter lukning.

## Kontroverser
Datatilsynet i Irland, hvor Facebook har europæisk hovedkontor, gav i september 2021 WhatsApp i en bøde på 225 millioner euro (svarende til knap 1,7 milliarder kroner) for ulovligt at have delt brugeroplysninger med andre selskaber ejet af Facebook og for ikke at have gjort deres brugere tilstrækkelig opmærksom på hvordan oplysningerne blev anvendt. WhatsApp kaldte bøden ude af proportioner og har indbragt afgørelsen for de irske domstole.